# ملات خشک
ملات خشک یا مرتار خشک که در زبان انگلیسی اغلب با نام‌های Dry Mix، Ready Mix Mortar، Dry Mortar از آن یاد می‌شود از ترکیب سه ماده اصلی یعنی سیمان، سنگدانه‌ها و مواد افزودنی شیمیایی تهیه می‌شود. نسبت ترکیب و نوع مواد یاد شده براساس تولید محصولات مختلف ملات خشک متفاوت است. 
محصولات ملات خشک در محل کارخانه پیمانه و مخلوط می‌شوند و به صورت خشک به صورت پاکت یا فله به محل کارگاه ساختمانی حمل می‌شوند و در آنجا به نسبت مشخصی با آب مخلوط گشته و قابل استفاده می‌شوند، ملات‌های خشک انواع گوناگونی دارند و کاملاً برتر از انواع سنتی هستند.
ملات می‌تواند در بلوک‌های سنگ، آجری و انواع بلوک مورد استفاده قرار گیرد ، ملات پس از استفاده سخت می شده در نتیجه یک ساختار با دانه‌ها سفت و سخت ایجاد می‌کند ملات‌های مدرن معمولاً از مخلوطی از شن و ماسه، اجزا که بهم پیوسته هستند مانند سیمان یا آهک، و آب ساخته شده‌است. ملات برای تعمیر نیز مورد استفاده قرارمی گیرد.

## نخستین کارخانه ملات خشک سیستماتیک ایران
نخستین کارخانه ملات خشک سیستماتیک کشور و خاورمیانه که با سرمایه گذاری دولتی ساخته شده است، در شهر مهدیشهر ( سنگسر ) قرار دارد و سالانه ۱۰۰ هزار تن ملات خشک تولید می‌کند.